# خليل أبو عرفة
خليل أبو عرفة، هو مهندس معماري ورسام كاريكاتير وكاتب فلسطيني، من مواليد البلدة القديمة في القدس عام 1957. ينشر رسوماته الكاريكاتورية في جريدة القدس منذ العام 1994.

## حياته
حاصل على درجة الماجستير في الهندسة المعمارية من جامعة كييف للهندسة المعمارية- أوكرانيا 1983.
يعمل في مجال الهندسة المعمارية. 
محاضر في جامعة بيرزيت في دائرة الهندسة المعمارية ما بين 1987 و1997.
نشر رسوماته الكاريكاتيرية منذ العام 1883 والعام 1994 في الصحف والمجلات الفلسطينية التالية: جريدة الاتحاد الحيفاوية، جريدة الفجر، جريدة الشعب، جريدة الميثاق، مجلة العهد، مجلة فينوس، جريدة الراية، جريدة السياسة، جريدة كنعان وغيرها.
كبير الكتاب لبرنامج «افتح يا سمسم» التلفزيوني للأطفال- النسخة الفلسطينية عام 1997.
تعرض للاعتقال ثلاث مرات من قبل سلطات الاحتلال الإسرائيلي لنشاطاته السياسية في الأعوام 1986 و1991 و1992 وسجن بما مجموعه 14 شهراً.
عضو مؤسس لمجموعة كاريكاتير من أجل السلام العالمية، ومقرها في باريس.

## أعماله
- كتاب «كاريكاتير سياسي» عام 1996.
- كتاب «شارع صلاح الدين»- مجموعة قصص ورسومات للاطفال 1996.
- قصيدة «قطرة، قطرتان من الماء» - القصيدة الأولى في مهرجان مأمن الله الشعري الدولي، حوار مع الذاكرة، تشرين أول 2013.[2]

## معارض
أقام معارض دولية في المدن التالية:
- ميريلاند- الولايات المتحدة الأميركية 1995.
- أوسلو- النرويج 1996.
- ليدا- إسبانيا 2003.
- جنيف- سويسرا 2005.
- باريس- فرنسا 2007.
- روما- أيطاليا 2008.
- باريس- فرنسا 2008.
- باريس- فرنسا 2009.
- بيروت- لبنان 2009.
- بوسطن- الولايات المتحدة الأمريكية. جامعة هارفرد 2010.
- كون- فرنسا 2011.
- مرسيليا- فرنسا 2014.

## جوائز
- جائزة الشهيد غسان كنفاني عام 1995.
- الميدالية الذهبية عام 2002، من موقع الكاريكاتير السياسي في موضوع الكاريكاتير والتغيير السياسي.
- جائزة تقديرية من مهرجان «هيوماراليا»، في كاتالونيا في إسبانيا 2003.
- حائز، وطاقم مهندسي مركز التكنولوجيا والتصميم، على الجائزة الأولى في المسابقة المعمارية لتصميم ميدان الشاعر محمود درويش في رام الله 2008.[3]
- جائزة تقديرية من مهرجان القدس المصورة \ مهرجان الكوميكس الفلسطيني، القدس، تشرين أول 2014.